# Pterolophia gigas
Pterolophia gigas är en skalbaggsart som beskrevs av Maurice Pic 1937. Pterolophia gigas ingår i släktet Pterolophia och familjen långhorningar. Inga underarter finns listade i Catalogue of Life.